# Józefów Drugi
Józefów Drugi (alt. Józefów II, Józefów Nowy) – część wsi Józefów w Polsce położona w województwie mazowieckim, w powiecie legionowskim, w gminie Nieporęt. Leży ok. 1,5 km na południe od Józefowa, na skraju lasu.
Dawniej samodzielna wieś. Do 1954 w gminie Jabłonna w powiecie warszawskim. W 1921 roku Józefów II liczył 63 stałych mieszkańców. 20 października 1933 utworzyła gromadę Józefów Nowy w granicach gminy Jabłonna, składającą się z samej wsi Józefów II.
Podczas II wojny światowej w Generalnym Gubernatorstwie, w dystrykcie warszawskim. W 1943 gromada Józefów II (Józefów Nowy) w gminie Jabłonna liczyła 163 mieszkańców.
Od 1 lipca 1952 w powiecie nowodworskim.
W związku z reorganizacją administracji wiejskiej jesienią 1954, Józefów i Józefów Nowy – już jako jedna gromada Józefów – weszły w skład nowej gromady Rembelszczyzna.